# Francesco Fiori
Francesco Fiori (n. 14 aprilie 1953, Voghera, Lombardia, Italia) este un politician italian, fost membru al Parlamentului European în perioada 1999 - 2004 din partea Italiei. 
1. ↑  Deputații în Parlamentul European